# Église Saint-Sébastien de Salzbourg
L'église Saint-Sébastien (Sebastianskirche) est une église catholique de la ville de Salzbourg en Autriche qui donne sur la Linzergasse (rue de Linz). Elle est d'architecture baroque. L'église est dédiée au martyr saint Sébastien (fêté le 20 janvier). Elle est liée au cimetière Saint-Sébastien (où est enterrée la veuve de Mozart) et à la fraternité Saint-Sébastien qui était autrefois un hospice de frères.

## Historique
La première église est construite par la fraternité Saint-Sébastien après 1500 et consacrée en 1511. L'hospice que les frères desservent est voué aux soins des grands malades surtout ceux de la peste et l'église leur sert de chapelle. Il s'occupent aussi du cimetière – en dehors des murs de la ville à l'époque –, le cimetière Saint-Sébastien dit aussi cimetière des malades de la peste (Pestfriedhof).
L'église actuelle de style baroque rococo date du milieu du XVIIIe siècle. Elle a été consacrée en 1754. Elle servait de filiale de la paroisse Saint-André. Les grandes fresques du plafond et l'ancien tableau d'autel, peints par Paul Troger, ont disparu pendant l'incendie de la ville en 1818. L'église est restaurée jusqu'en 1821. L'église est attaquée par le bombardement aérien du 11 novembre 1944 et restaurée par la suite.
Aujourd'hui elle est desservie par les prêtres de la fraternité Saint-Pierre qui y disent la messe en latin dans le rite d'avant Vatican II.

## L'église dans son aspect actuel

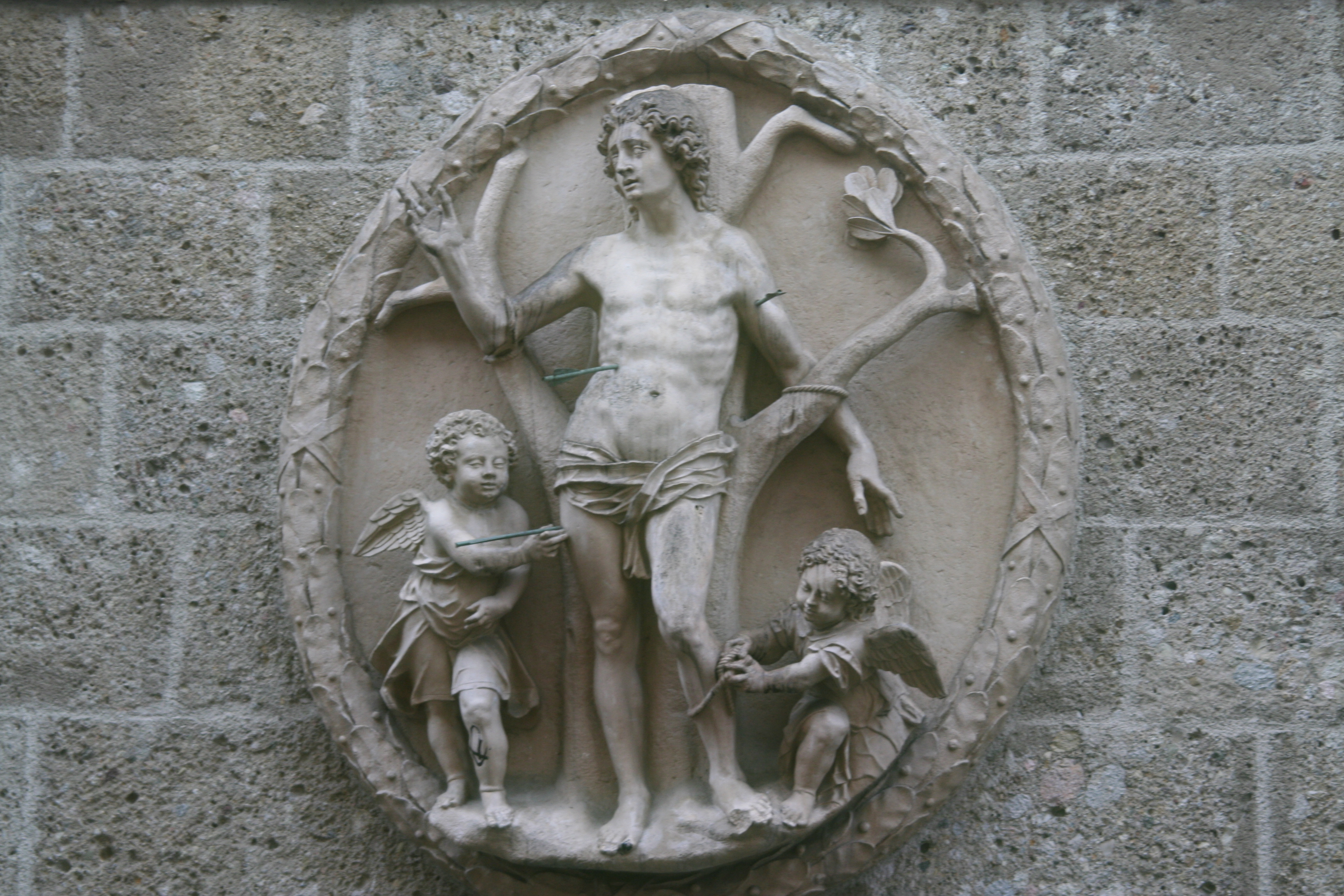
Bas-relief représentant saint Sébastien sur la façade.

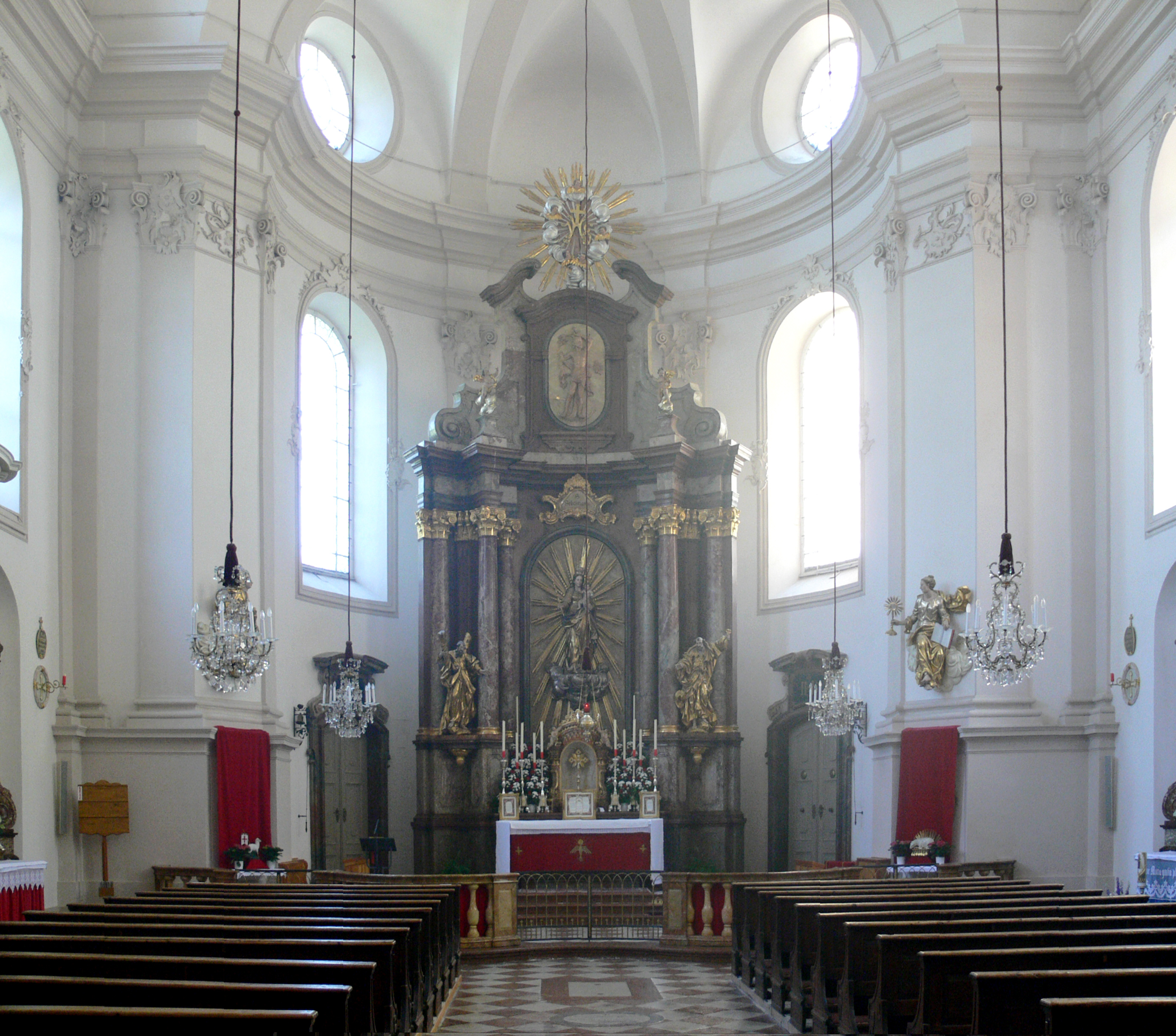
Vue intérieure.

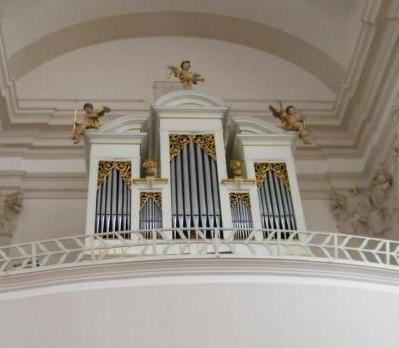
L'orgue Karl Mauracher de 1828.

L'église Saint-Sébastien (1749-1753) est de style baroque rococo et sans doute construite par Kassian Singer (1712–1759). Elle est surmontée d'une petite tourelle donnant sur la Linzergasse, couronnée d'une lanterne. Le portail et le chœur baroque sont l'œuvre de Franz Anton Danreiter en 1750. L'intérieur est voûté. Le buste de saint Sébastien à l'entrée est de Josef Anton Pfaffinger (de). Les statues reposant sur les consoles de la nef datent du milieu du XVIIIe siècle et représentent saint André, saint Pierre et saint Paul. Le crucifix du narthex et la statue de Notre Dame des Douleurs sont de Franz Seraphikus Nissl et datent de 1820 environ. L'orgue (1828) est de Karl Mauracher.
Les grilles sont particulièrement impressionnantes. Elles ont été dessinées par Phillipp Hinterseer en 1752, avec des vases, des roses, des coquilles, etc. et ressemblent à celles de l'église Saint-Pierre de Salzbourg.

## Autels, chaire et orgue
Le maître-autel date de 1750 environ et a été restauré après l'incendie de 1818. Le tableau qui faisait partie du retable baroque et qui représentait saint Sébastien a disparu pendant cet incendie de la ville. La statue de la Vierge à l'Enfant date de 1610 environ et a été conçue dans l'entourage de Hans Waldburger.
Les autels latéraux montrent la Sainte Famille (Johann Michael Sattler, 1821) et l'Immaculée Conception (Franz N. Streicher, vers 1800). Les tableaux d'autel du milieu (saint Donatien, sainte Barbe) sont des mains de Sebastian Stief (1848), ceux du fond (saint Roch, saint Florian) sont l'œuvre de Johann Michael Sattler (1821).
La chaire représente sur son abat-voix Moïse (vers 1820).
L'orgue sort du facteur d'orgues Karl Mauracher (1789–1844), et date de 1828. Il comporte douze registres.

## Chapelle Saint-Philippe-Néri
La chapelle dédiée à saint Philippe Néri est plus ancienne et date de 1684. Elle est reliée par un chemin au portail de l'église et à la nef menant au cimetière. Sa façade est décorée de pilastres d'ordre toscan. Les grilles date du milieu du XVIIIe siècle. On remarque une petite coupole à l'intérieur dont les fresques sont de Wolfram Schöberl en 1956. Le tableau d'autel représente saint Philippe Néri par Sebastian Stief et a été composé après 1818. La chapelle servait autrefois de mausolée à la famille de l'architecte Bartolomä Bergamin.

## Portail

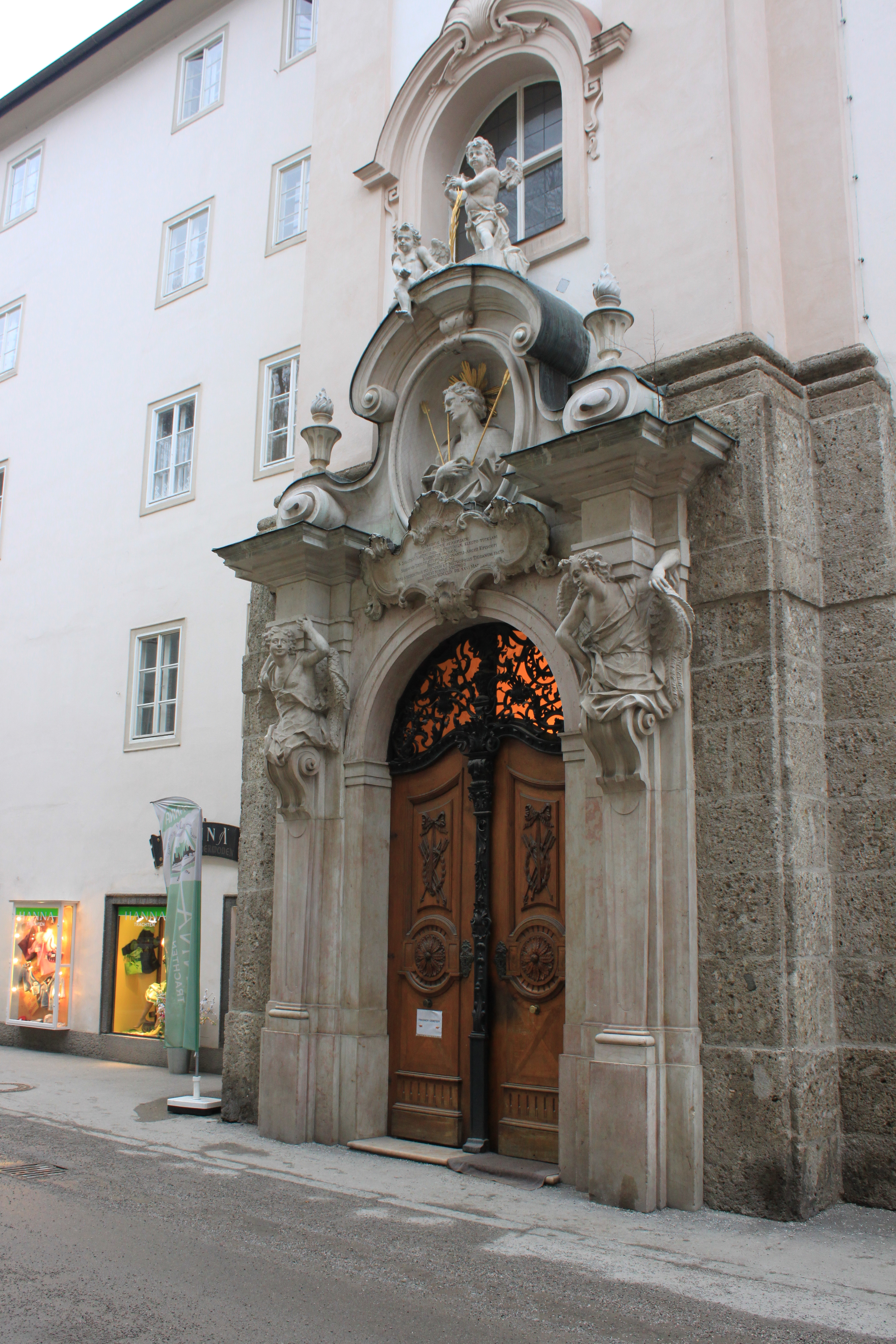
Portail donnant sur la Linzergasse.
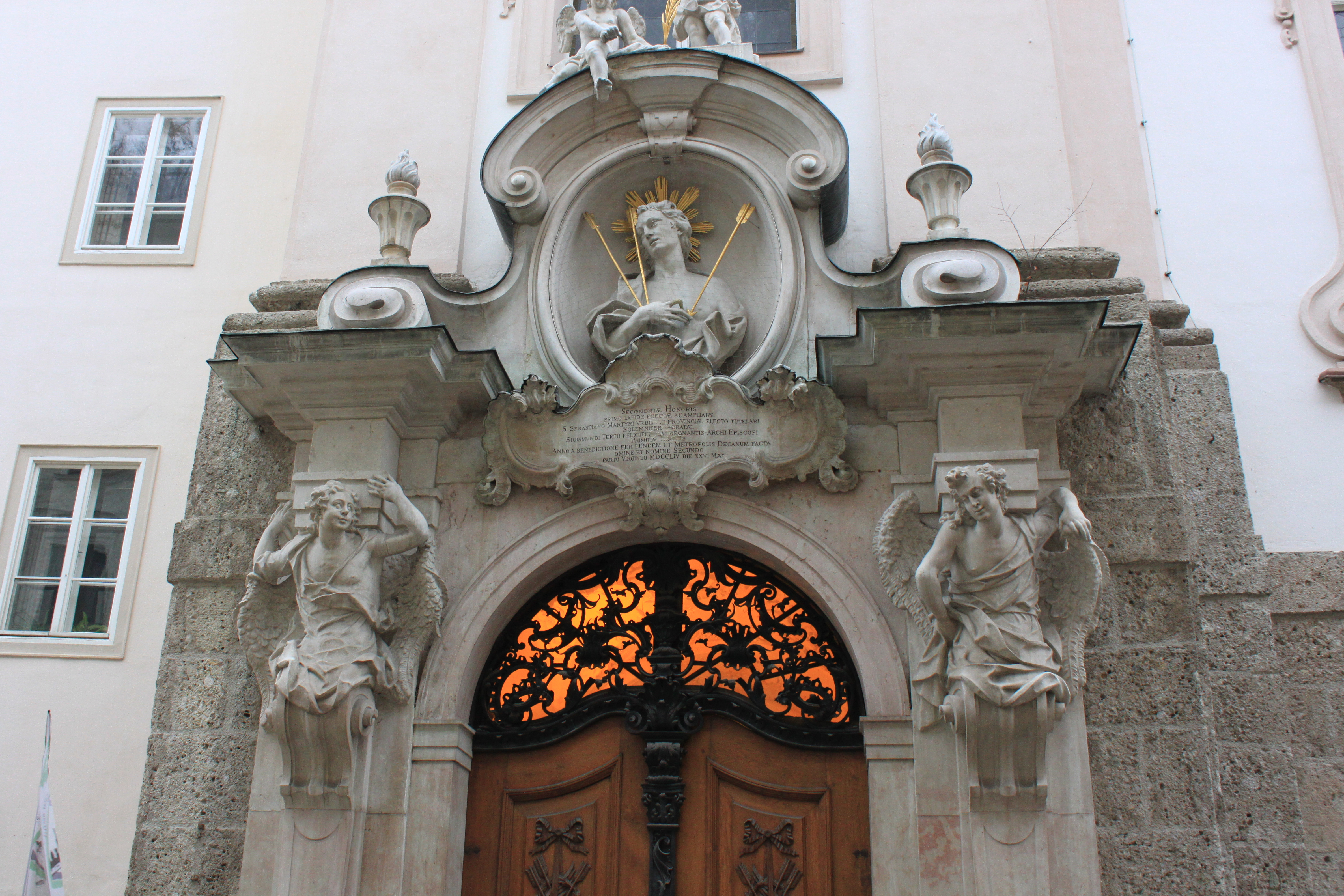
Partie supérieure.
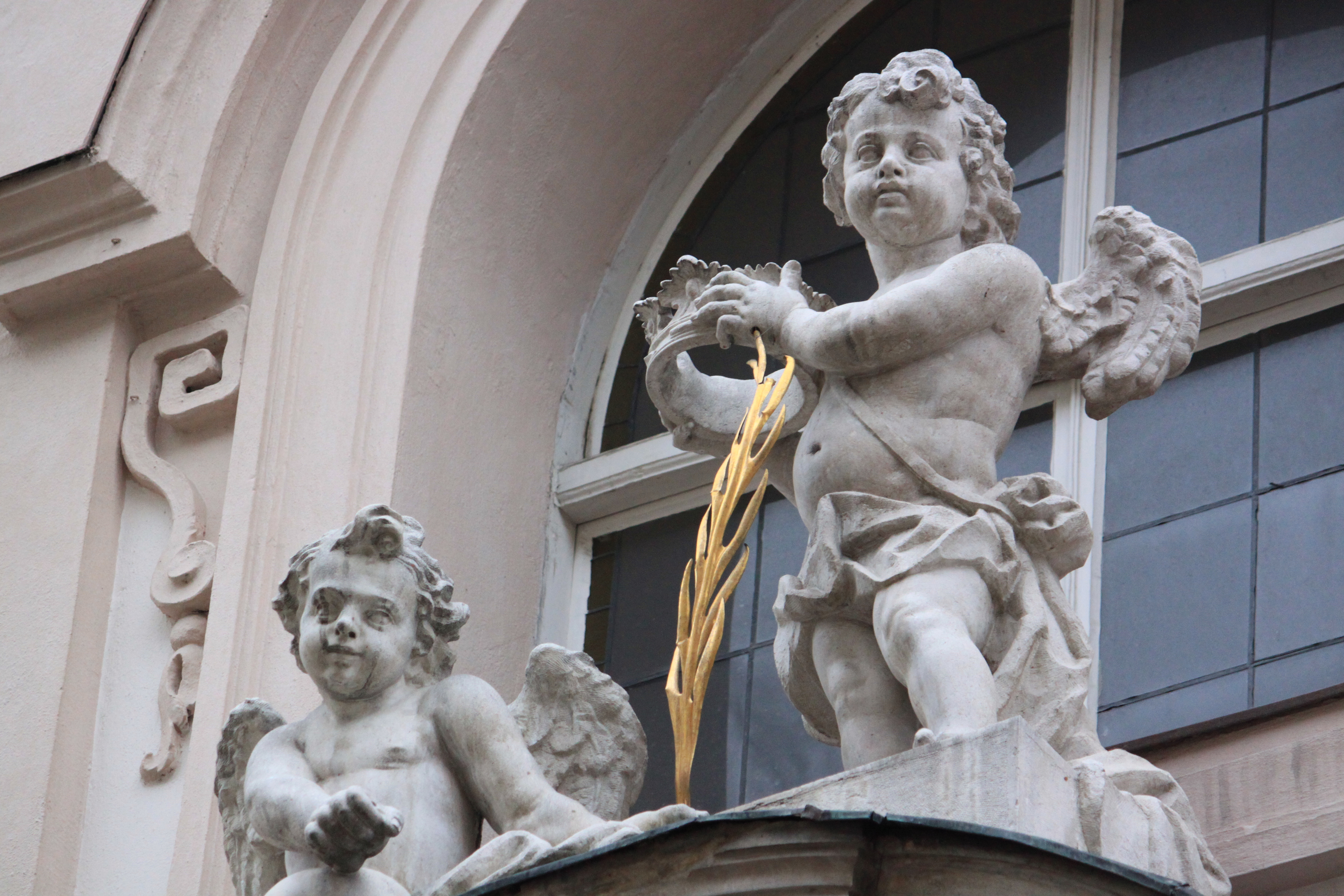
Angelots.
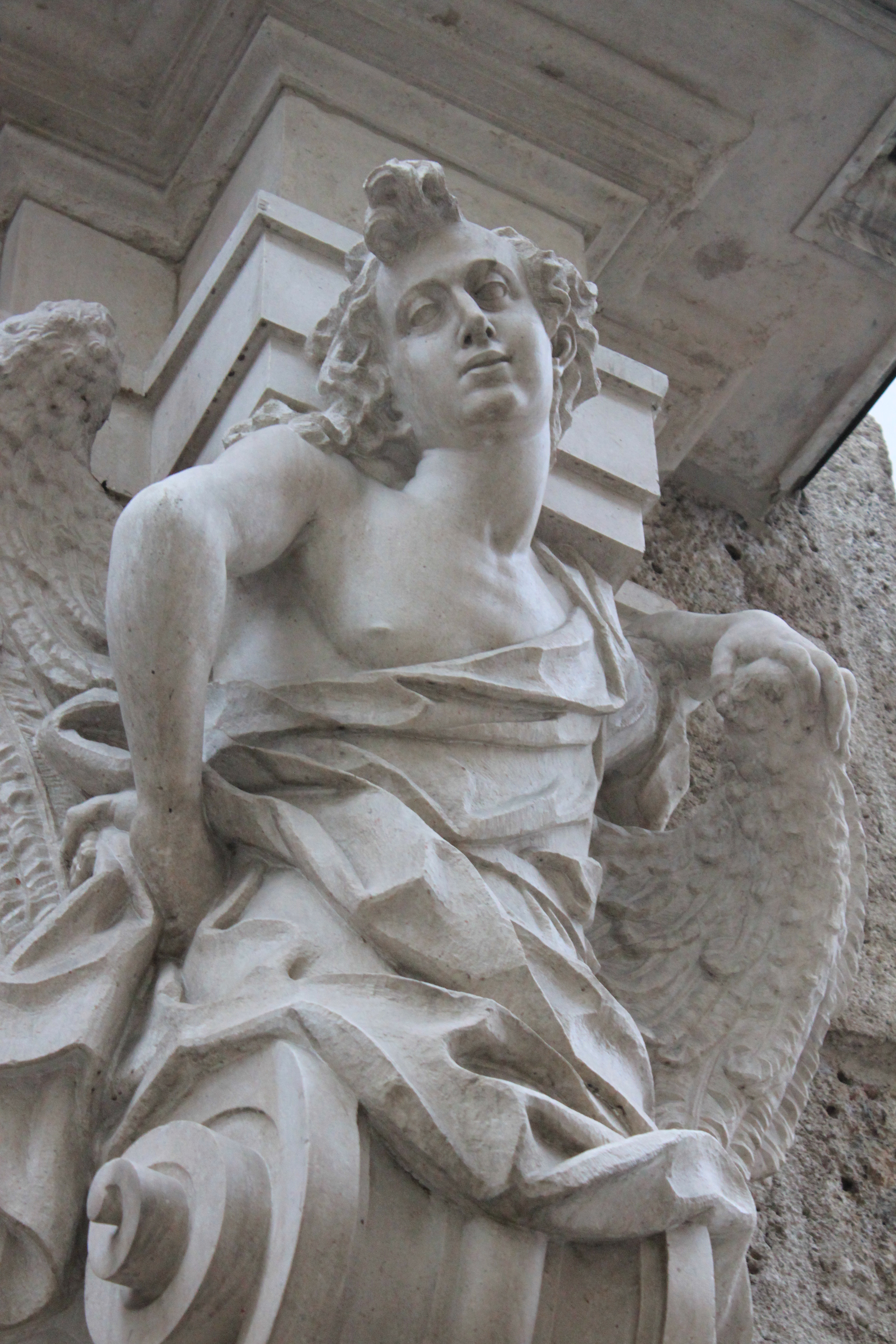
En haut à droite.

## Source
- (de) Cet article est partiellement ou en totalité issu de l’article de Wikipédia en allemand intitulé « Sebastianskirche (Salzburg) » (voir la liste des auteurs).